# Carabus truncaticollis
Carabus truncaticollis är en skalbaggsart som beskrevs av Johann Friedrich von Eschscholtz. Carabus truncaticollis ingår i släktet Carabus och familjen jordlöpare. Inga underarter finns listade i Catalogue of Life.